# Neobisium carinthiacum
Neobisium carinthiacum es una especie de arácnido del orden Pseudoscorpionida de la familia Neobisiidae.

## Distribución geográfica
Se encuentra en Austria.